# Țuțîliv, Nadvirna
Țuțîliv (în ucraineană Цуцилів) este o comună în raionul Nadvirna, regiunea Ivano-Frankivsk, Ucraina, formată numai din satul de reședință.

## Demografie
Componența lingvistică a comunei Țuțîliv
     Ucraineană (99,6%)
     Alte limbi (0,3%)
Conform recensământului din 2001, majoritatea populației comunei Țuțîliv era vorbitoare de ucraineană (99,6%), existând în minoritate și vorbitori de alte limbi.